# Нанчино
Нанчино  — озеро в Тобольском районе Тюменской области России, в т.н. регионе «Тобольское Заболотье». Относится к бассейну реки Иртыш.

## Характеристика
Площадь озера — 22,6 км². Высота уреза воды над уровнем моря — 45,5 метра. Водоём имеет полукруглую форму (длина — 6,8 км, максимальная ширина в центральной части — 4,4 км). 
Озеро расположено в 54 км к северо-западу от города Тобольск. Ближайший населённый пункт — деревня Иземеть в 5 км к западу, с которой озеро связано прокопанным каналом, который соединён с рекой Иземетка. Другими протоками Нанчино связано с озёрами Саинкуль и Пурхалынкуль, лежащими к востоку. Берега низкие, со всех сторон заболоченные, с северной части подступает сосновый лес.
Озеро является объектом промышленного рыболовства. Водоохранная зона установлена на расстоянии 50 м от берега.